# Szaniec IS-III-1

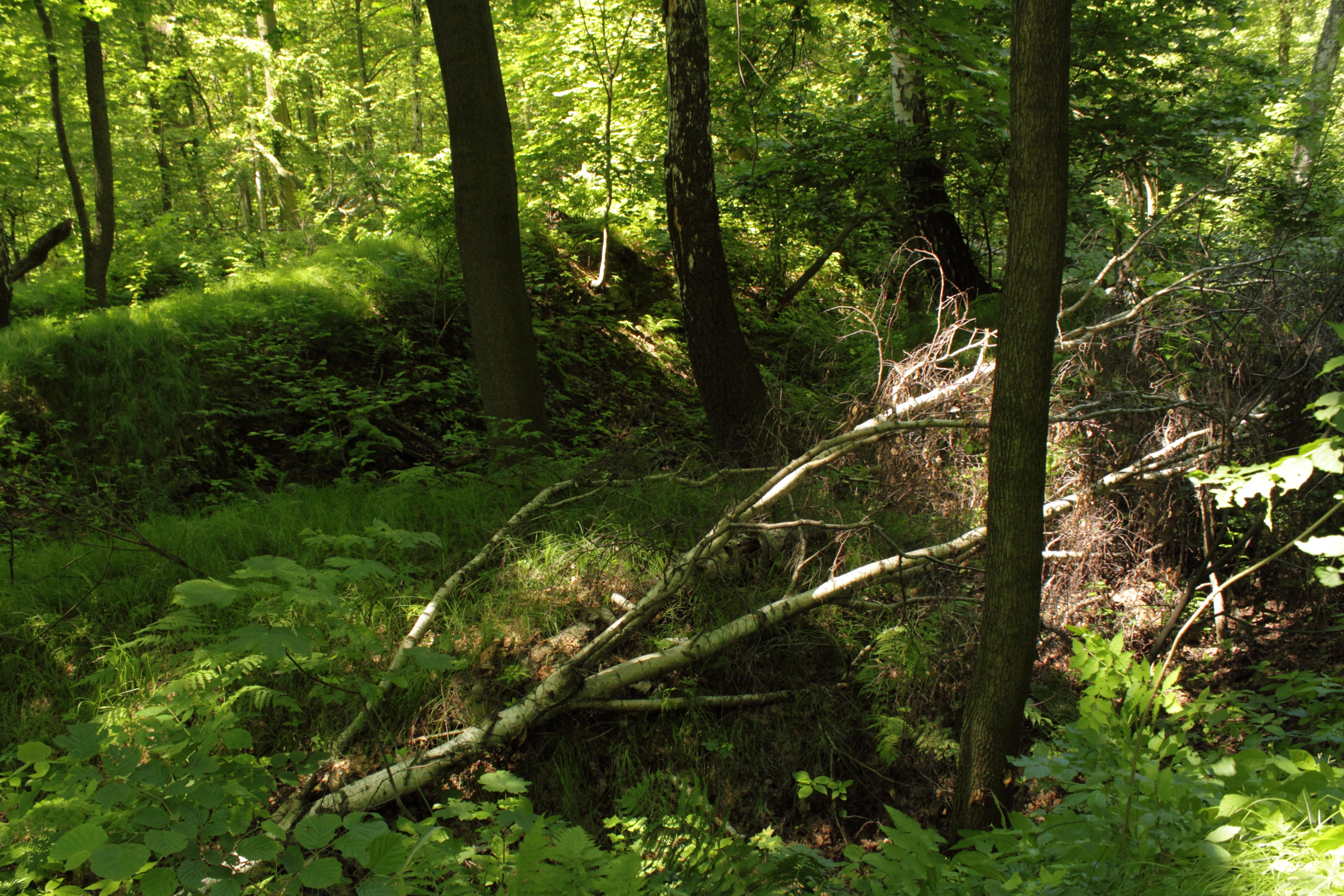

Szaniec piechoty IS-III-1 (Infranterie Schanz 1) – powstał w 1887 roku.
Wybudowany według powszechnie stosowanego wzorca w Twierdzy Kraków. Narys owalu w obwodzie którego zlokalizowano stanowiska dla piechoty, a z tyłu basteja do obrony szyi. W jego centrum miejsce pod prowizoryczne koszary. Obiekt znajduje się obecnie koło ul. Rędzina w Lasku Wolskim w Krakowie.